# Réquista
Réquista é uma comuna francesa na região administrativa de Occitânia, no departamento de Aveyron. Estende-se por uma área de 59,32 km². Em 2010 a comuna tinha 2 080 habitantes (densidade: 35,1 hab./km²).